# Македонская православная церковь
Македо́нская правосла́вная це́рковь — Охри́дская архиепи́скопия (макед. Македонска православна црква — Охридска архиепископија, до 2009 года — Македонская православная церковь) — поместная православная церковь, действующая на территории Северной Македонии и в македонской диаспоре. 19 июля 1967 года МПЦ односторонне провозгласила автокефалию и пребывала в расколе до мая 2022 года, когда она была принята в евхаристическое общение Константинопольским патриархатом, а затем и Сербским патриархатом. Последний 24 мая 2022 года заявил о признании автокефального статуса МПЦ. Руководство Охридской архиепископии полагает, что полноценный статус автокефалии может быть получен ею только от Константинопольского патриархата.
Согласно «Декларации в поддержку Македонской Православной Церкви» 23 января 2004 года, Северная Македония признаёт только одну православную общину («Македонскую православную церковь»), и по состоянию на 2020 год государственные органы отказывались регистрировать Православную Охридскую архиепископию, автономную структуру в юрисдикции Сербской православной церкви.

## История

### В составе Сербской православной церкви
С окончанием Первой мировой войны примерно треть территории бывшей османской Македонии попала под власть Сербского королевства. Большинство православных приходов сербской Македонии, именуемой впредь Вардарская бановина, в 1920 году вошли в юрисдикцию объединённой Сербской церкви с центром в Белграде.
После аннексии сербской и греческой Македонии Болгарией сербские и греческие македонские приходы возвратились к юрисдикции пребывавшего в расколе Болгарского экзархата. Решением Синода Болгарской православной церкви от 29 апреля 1941 года были созданы три новые епархии: Струмичско-Драмская (в 1943 году из её состава выделена Драмская епархия на территории Греции, а остальные приходы переданы в соседние епархии), Скопле-Велешская и Охридско-Битольская. Значительная часть сербского и греческого духовенства была изгнана болгарскими властями, оставшиеся (в основном македонские) священники должны были дать подписку о лояльности Болгарской православной церкви. Кроме того, из Болгарии были командированы священники. Созданные болгарами македонские епархии отличались большим количеством церквей и монастырей. Например, в декабре 1943 года в Скопле-Велешской епархии насчитывалось 360 церквей, 36 часовен, 167 священников, 35 мужских и 3 женских монастыря, 63 монаха и монахини. В то же время в Охридско-Битольской епархии было 398 церквей, 43 часовни, 148 священников, 38 мужских и 4 женских монастыря, 19 монахов, 32 монахини, 101 послушник и трудник. В 1944 году Болгарская православная церковь оставила македонские епархии.
Идея возрождения автокефальной Охридской архиепископии в виде поместной Македонской православной церкви возникла в 1943 году. В это время при Генеральном штабе Народно-освободительной армии Югославии было образовано Религиозное представительство во главе со священником Велё Манчевским. Одним из наиболее важных деяний Религиозного представительства было провозглашение курса на церковную независимость сербской Македонии и переход на македонский язык в богослужении. Был создан Македонский религиозный комитет, который уже 4—5 марта 1945 года провёл Церковно-народный собор, на котором была провозглашено создание Македонской православной церкви и восстановление Охридской архиепископии. Синод Сербской православной церкви созвал конференцию епископов, признавшую такие действия неканоническими.
По окончании Второй мировой войны территория сербской Македонии вошла в Федеративную Народную Республику Югославии. В это время в сербской Македонии образованы три епархии, к которым принадлежало большинство жителей этой области; после прихода к власти коммунистов сначала была образована Народная Республика Македония, а затем власть согласилась на создание автокефальной православной церкви.
В ноябре 1951 года представителей Македонского организационного комитета пригласили в СПЦ, где их делегация признала юрисдикцию СПЦ над македонскими землями, если та «уважает национальный суверенитет македонского народа». Патриарх разрешил епископу СПЦ македонского происхождения Досифею (Стойковскому) посетить Македонию, а в 1956 году в Москве принял председателя Македонского религиозного комитета Нестора Поповского. В 1957 году македонскому духовенству было разрешено читать проповеди также на македонском языке.

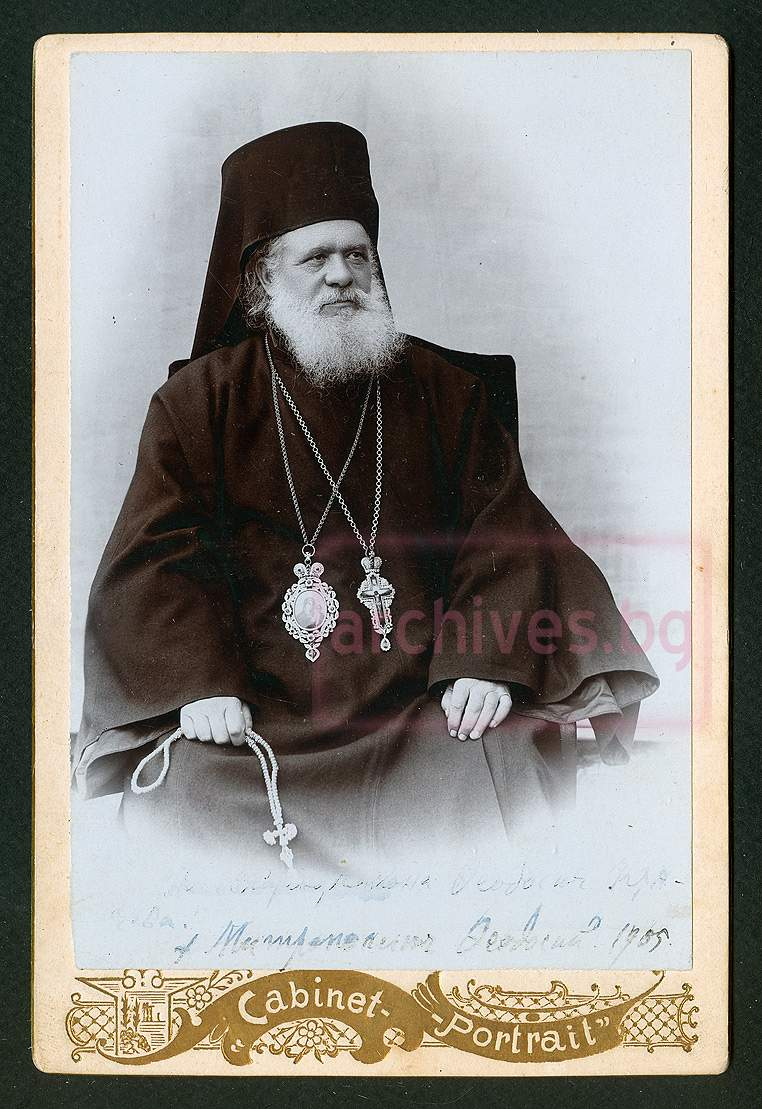
Феодосий (Гологанов) одним из первых выступил за автономию от БПЦ

В октябре 1958 года в Охриде с одобрения властей состоялся Церковный и Национальный собор, собравший 220 священников и мирян, на котором было решено восстановить и древнюю архиепископскую кафедру в Охриде, и автономию Македонской православной церкви. На Соборе избраны три новых епископа для трёх новых епархий. Такое избрание было расценено как неканоническое, поскольку на нём присутствовал всего один епископ. Однако новая Церковь заявила, что находится в каноническом единстве с Сербской православной церковью в лице патриарха Сербского.
В июне 1959 года сербский Священный синод признал епархию, указав в постановлении, что она «отделилась в самостоятельную церковь, которая управляется в соответствии с уставом, принятым на македонском церковно-национальном соборе». В следующем месяце избранные епископы были рукоположены сербскими православными епископами.

### В расколе
Осенью 1966 года Македонская православная церковь официально обратилась к Сербскому патриархату с просьбой предоставить ей автокефальный статус, но в мае 1967 года Архиерейский собор Сербской православной церкви отверг данное требование. Однако македонцы при активном вмешательстве властей настаивали на своём и 17—19 июля 1967 созвали «Церковно-народный собор» в Охриде.
19 июля 1967 года, основываясь на резолюции Собора, Священный синод Македонской церкви провозгласил автокефалию Православной церкви Республики Македония. Митрополит получил новый титул «архиепископ Охридский и Македонский». Такие действия открыто поддерживались правительством Македонии, члены которого присутствовали на поставлении архиепископа. Тогда же Македонская церковь перешла на новоюлианский календарь. По словам архиепископа Иоанна (Вранишковского) из Сербской православной церкви, одной из причин желания государства создать такую Церковь было желание поставить контроль над диаспорой в Америке, Австралии и Западной Европе, «потому как другим госслужбам это не удалось».
К моменту объявления автокефалии Македонская православная церковь насчитывала 334 священника и около 400 приходов.
Священный архиерейский синод Сербской церкви на состоявшемся 14—15 сентября 1967 года внеочередном заседании объявил Македонскую православную церковь раскольнической религиозной организацией и порвал с её иерархией все литургические и канонические отношения, хотя и сохранил их с простыми верующими: такое решение было поддержано другими православными церквами — ни одна не признала каноничности Македонской церкви.
Решением Архиерейского синода Македонской православной церкви от 26 сентября 1967 года в монастыре Святого Пророка Илии открыта первая Македонская духовная семинария имени Святителя Климента Охридского. В 1977 году начал свою работу православный богословский факультет имени Святителя Климента Охридского в Скопье.
В 1998 году была предпринята новая попытка уврачевать раскол. После долгих переговоров в мае 2002 года стороны пришли к решению, которое стало известно под именем «Нишского соглашения». Подписи под ним поставили четыре епископа Сербской православной церкви и три епископа Македонской православной церкви, однако Архиерейский синод Македонской церкви под давлением государственной власти отвергнул этот документ.
В 2004 году большинство македонских монахов и монахинь перешло в лоно Охридской архиепископии.

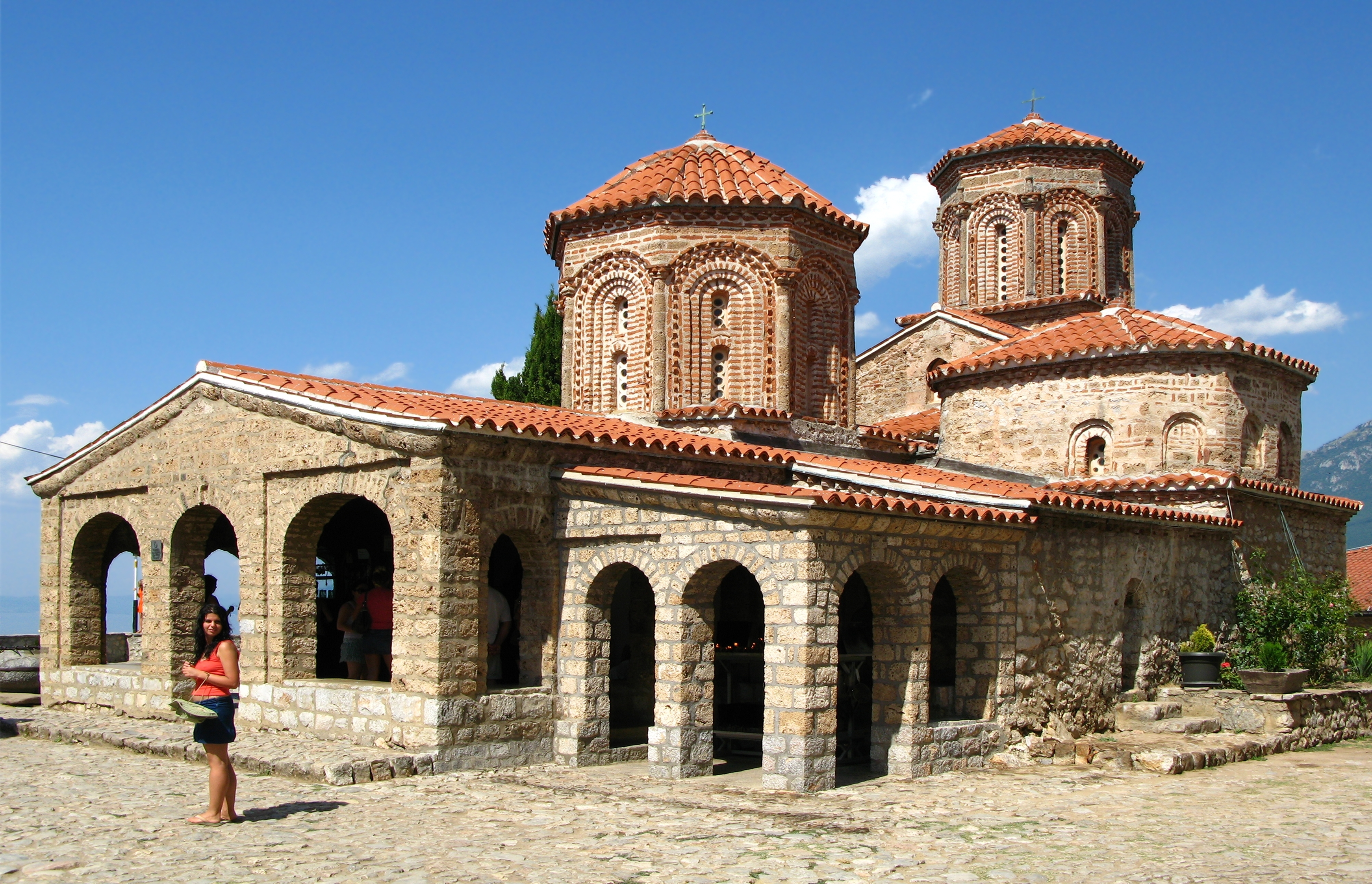
Постройки монастыря Святого Наума

В 2004 году была законодательно принята «Декларацию в поддержку Македонской Православной церкви» (№ 07-327/1 23 января 2004), согласно которой в государстве может быть лишь одна законная православная община — Македонская православная церковь; Охридская же архиепископия Сербской православной церкви таким образом ставилась вне закона.
В мае 2005 года Архиерейский собор Сербской православной церкви провозгласил автономию своей Охридской архиепископии и принял следующее определение: «<…> с епископами, священниками раскольнической македонской православной „церкви“, основанной в 1967 г., и с верными, остающимися в общении с ними, Святой Архиерейский Собор прекращает всякий вид богослужебного общения. Общение прерывается и с народом в Македонии, который останется в религиозном единстве с епископами и священниками раскольнической организации в Республике Македония, ложно именующей себя „Церковью“».
В июне 2005 года власти Республики Македонии обратились к патриарху Константинопольскому Варфоломею с предложением стать посредником в конфликте между Сербской и Македонской церквами.
В 2009 году последовало решение Македонской церкви о принятии исторического названия «Охридская архиепископия» как основного самоназвания. С тех пор стала официально именоваться в документах «Македонская православная церковь — Охридская архиепископия».
19 июня 2013 года Полошско-Кумановская епархия была разделена на Кумановско-Осоговскую и Тетовско-Гостиварскую.
В октябре 2013 года Синод Македонской православной церкви запретил своим священнослужителям пользоваться фейсбуком. Этот запрет не относится к другим веб-страницам и блогам, многие из которых священники ведут от имени приходов, монастырей и т. п.
23 ноября 2017 года Священный синод Македонской православной церкви заявил о признании Болгарского патриархата своей «Матерью-Церковью» призывал к установлению с ней евхаристического общения. 27 ноября 2017 года Синод Болгарской православной церкви принял постановление, согласно которому БПЦ, в случае если МПЦ признает её своей Церковью-Матерью, «обязуется оказать полное содействие, ходатайство и заступничество перед Поместными православными церквями, предприняв всё, что необходимо для установления канонического статуса МПЦ». 14 декабря Синод Элладской православной церкви заявил о недопустимости вмешательства Болгарской церкви в юрисдикцию Сербской церкви. 21 декабря состоялась встреча комиссий по диалогу БПЦ и МПЦ.
9 февраля 2018 года Священный синод Константинопольского патриархата заявил, что рассматривает как антиканонические действия Болгарской церкви по вопросу о непризнанной православной церкви в «Бывшей Югославской Республики Македонии». В сентябре, выступая перед Синаксисом (Архиерейским собором) в Стамбуле, патриарх Константинопольский Варфоломей, комментируя просьбу о признании МПЦ, сообщил, что в её названии не будет использован термин «Македония» или его производные.
В интервью для Би-би-си, опубликованном 11 января 2019 года, архиепископ Памфилийский Даниил (Зелинский), назначенный в 2018 году экзархом Константинпольского патриарха на Украине, заявил среди прочего: «Я поддерживаю тезис о том, что у каждого народа, желающего иметь свою православную церковь, должно быть право её учреждать и просить её признания другими православными церквями. В том числе, если речь идет о Македонии и Черногории».

### Урегулирование статуса

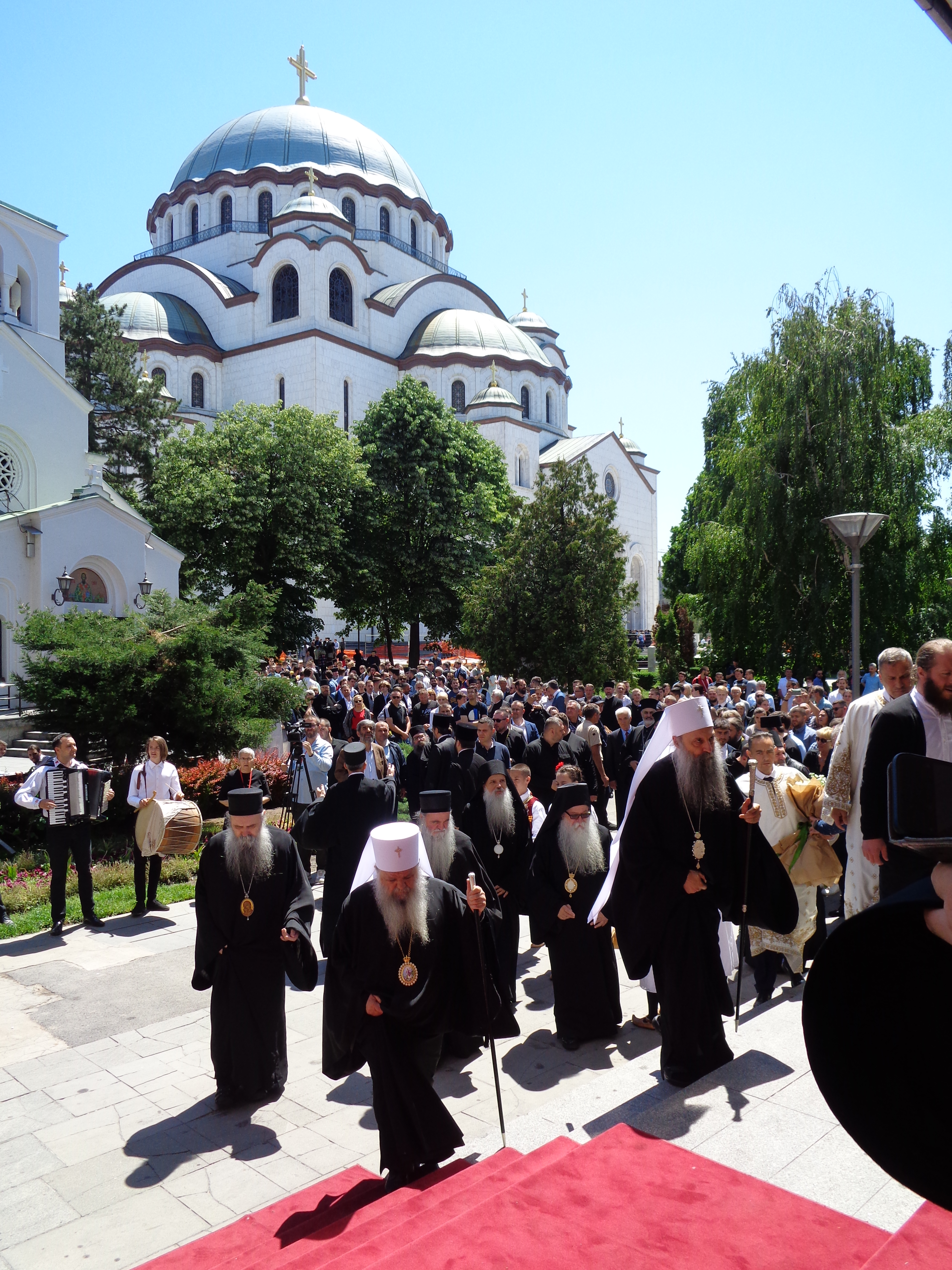
Иерархи Македонской и Сербской православных церквей. 19 мая 2022 года.

9 мая 2022 решением Священного синода Константинопольского патриархата признана в качестве поместной церкви на территории Северной Македонии — под именем Охридская церковь, без права использования в названии слова «Македонская» или производных от него; урегулирование административных вопросов «уступалось» усмотрению Церкви Сербии; иерархия, клир и паства под руководством архиепископа Стефана Веляновского принимались в евхаристическое общение.
10 мая 2022 года Синод Македонской православной церкви заявил о продолжении диалога с Сербской церковью и 16 мая Синод МПЦ опубликовал соответствующее сообщение. 16 мая 2022 года Синод Сербской церкви постановил, что по получении Акта от Синода МПЦ, в котором приемлется статус, данный ей Сербской патриархией в 1959 году, «устранены причины прерывания литургического и канонического общения, вызванные односторонним провозглашением автокефалии в 1967 году»; СПЦ извещала, что устанавливает полное литургическое общение с МПЦ. 19 мая предстоятели СПЦ и МПЦ совместно совершили литургию в Храме Святого Саввы в Белграде.
24 мая 2022 года, Сербский патриарх Порфирий за литургией в соборном храме Климента Охридского в Скопье объявил о решении завершившегося 21 мая того же года Архирейского собора СПЦ о признании автокефалии МПЦ (никаких документов собора СПЦ по теме опубликовано не было). Архиепископ Стефан объявил, что по приглашению Вселенского патриарха Варфоломея будет сослужить последнему в Константинополе в день Пятидесятницы (12 июня 2022 года), после чего «Вселенский Патриарх Варфоломей вручит Акт официального признания нашей каноничности и единства со всеми поместными Православными Церквями».
5 июня 2022 года в Соборе Святого архангела Михаила в Белграде патриарх Сербский Порфирий вручил архиепископу Македонскому и Охидскому Стефану «Томос, которым подтверждается автокефалия Македонской Православной Церкви Охридской Архиепископии». В тот же день было опубликовано интервью митрополита Стефана, в котором он, среди прочего, сказал: «Сохраняется в силе зафиксированная канонами традиция, по которой только Вселенский патриархат издаёт томос об автокефалии, а прочие Церкви его почтительно приемлют». Сообщение Охридской архиепископии поясняло, что она рассматривает полученный ею в Белграде документ как «рекомендацию автокефалии».
8 июня 2022 года Постоянный Священный синод Элладской православной церкви признал восстановление литургического общения между Константинопольской православной церковью и Орхидской архиепископией, но имеет «серьезные возражения и оговорки» по поводу решения Сербской церкви предоставить ей автокефалию: из-за названия «Македонская православная церковь», наличия епархий за пределами Северной Македонии и правом Сербской православной церкви предоставлять автокефалию. Окончательное решение вопроса автокефалии будет рассмотрено после тщательного изучения.
9 июня 2022 года на вечернем богослужении в храме монастыря Балыклы в Стамбуле патриарх Варфоломей вручил архиепископу Стефану патриарший и синодальный акт о принятии Церкви Северной Македонии в литургическое общение (решение Священного синода Константинопольского патриархата от 9 мая 2022). 12 июня патриарх Варфоломей и архиепископ Стефан сослужили литургию в соборном храме патриархии на Фанаре.
21 июня 2022 года Священный синод Болгарской церкви возобновил евхаристическое общение с Македонской Церковью: «Св. Синод рассмотрел письма Вселенского Патриарха Варфоломея и Сербского Патриарха Порфирия относительно канонического статуса Православной Церкви Северной Македонии и по итогам голосования постановил: Болгарская Православная Церковь — Болгарский Патриархат с благодарностью к Богу и духовной радостью приветствует решение о снятии схизмы и вступает в каноническое и евхаристическое общение с Православной Церковью Северной Македонии. Вопрос об имени Православной Церкви Северной Македонии предстоит рассмотреть».
25 августа 2022 года Священный синод Русской православной церкви постановил: «Признать Македонскую Православную Церковь — Охридскую Архиепископию автокефальной Церковью-Сестрой и вписать имя ее Предстоятеля Блаженнейшего Архиепископа Охридского и Македонского Стефана в священные диптихи».
18 октября 2022 года Священный синод Антиохийской православной церкви заявил: «Отцы возблагодарили Бога, выразив радость за возвращение Православной Церкви в Республике Северная Македония к евхаристическому общению со Вселенской Православной Церковью. Они также выразили надежду на скорейшее достижение общего православного консенсуса в отношении названия и правового статуса этой Церкви».
25 октября 2022 года на осенней сессии Архиерейский собор Польской православной церкви восстановил евхаристическое общение с Македонской православной церковью.
13 декабря 2022 года Священный синод Болгарской православной церкви признал автокефалию, которую Сербская православная церковь предоставила Церкви Северной Македонии. Болгарский патриархат признал каноничным томос, выданный патриархом Порфирием Церкви Северной Македонии, однако, Синод БПЦ считает, что она должна называться «Православная Церковь в Республике Северная Македония».
7 февраля 2023 года Священный синод Православной церкви Чешских земель и Словакии признал автокефалию, предоставленную Сербской православной церковью «Православной Церкви Северной Македонии».
9 февраля 2023 года Священный синод Румынской православной церкви утвердил признание автокефалии Македонской православной церкви, постановив именовать её «Архиепископство Охридское и Северной Македонии со штаб-квартирой в Скопье», а предстоятеля − «Блаженнейший Стефан, архиепископ Охридский, Скопский и Северо-Македонский».
14 февраля 2023 года Священный синод Грузинской православной церкви постановил вступить в евхаристическое общение с Православной Церковью в Северной Македонии во главе с Блаженнейшим Архиепископом Стефаном (Веляновским).
23 февраля 2023 года Священный синод Албанской православной церкви заявил, что «с радостью приветствует решение Священного Синода Вселенского Патриархата от мая 2022 года» и принимает в евхаристическое общение Охридскую церковь в пределах территории государства Северной Македонии, но «ожидает определённого урегулирования статуса автокефалии и точного названия новой поместной церкви».
В мае 2023 года Архиерейский собор Сербской православной церкви принял решение «о предоставлении канонического отпуска иерархии Православной Охридской архиепископии и ее интеграции в Синод Македонской Православной Церкви».
21 мая 2025 года Синод Православной церкви в Америке постановил «признать каноничность Македонской Православной Церкви – Охридской архиепископии».

## Современное состояние

Епархии МПЦ в 2013—2023 годы

К МПЦ принадлежит 2⁄3 всех верующих Северной Македонии. Количество епархий МПЦ — 15, из них 11 действует на территории Северной Македонии и 4 — за её границами.
С 2005 года предстоятель МПЦ — архиепископ Стефан (Веляновский). Он возглавляет Священный синод МПЦ, который состоит из девяти митрополитов и одного архиепископа.
1. Скопская епархия — архиепископ Стефан (Веляновский);
2. Тетовская и Гостиварская епархия — митрополит Иосиф (Тодоровский);
3. Кумановско-Осоговская епархия — митрополит Григорий (Настеский);
4. Дебарско-Кичевская епархия — митрополит Георгий (Гёргевский);
5. Преспанско-Пелагонийская епархия — митрополит Петр (Каревский);
6. Струмицкая епархия — митрополит Наум (Илиевский);
7. Повардарская епархия — митрополит Агафангел (Станковский);
8. Брегалничская епархия — митрополит Иларион (Серафимовский);
9. Американско-Канадская епархия — митрополит Мефодий (Златанов);
10. Европейская епархия — митрополит Пимен (Илиевский);
11. Австралийско-Новозеландская епархия — митрополит Петр (Каревский) в/у;
12. Австралийско-Сиднейская епархия — вакантная.

В ведении МПЦ находятся 2000 церквей и монастырей, из них на территории Северной Македонии — около 1200. Двенадцать монастырей — действующие, в них около 100 монахов.
Для подготовки духовенства действует Македонская православная семинария святого Климента Охридского в Скопье.

## Предстоятели
- Досифей (Стойковский) (6 октября 1958 — 20 мая 1981);
- Кирилл (Поповский) (22 мая — 19 августа 1981) местоблюститель, митр. Американско-Канадский и Австралийский;
- Ангеларий (Крстеский) (19 августа 1981 — 15 июля 1986);
- Гавриил (Милошев) (4 октября 1986 — 9 июня 1993);
- Михаил (Гогов) (4 декабря 1993 — 6 июля 1999);
- Стефан (Веляновский) (c 10 октября 1999).